# 長崎惣之助
長崎 惣之助（ながさき そうのすけ、明治29年（1896年）6月25日 - 昭和37年（1962年）11月7日）は、日本の鉄道官僚、実業家。第3代日本国有鉄道（国鉄）総裁（在任1951年-1955年）。日本エアウェイ開発社長（在任1961年-1962年）。

## 来歴・人物
秋田県南秋田郡川尻村（後の秋田市川尻上野町）で村長の長崎惣太郎の長男として生まれる。幼少の頃から成績優秀で長身でもあり、川尻小学校・牛島高等小学校を経て秋田中学校へと入る。中学校ではボート部に所属し、その後第一高等学校を経て、東京帝国大学法学部独法科を卒業。
1920年鉄道省入省。1926年在外研究員として欧米に派遣され、その後1930年に設置された国際観光局の庶務課長に任命され、1932年経理局会計課長となる。1937年東京鉄道局長、1939年運輸局長を経て、1941年に鉄道省最後の次官となる。そして1943年鉄道省と逓信省が統合された運輸通信省の鉄道総局長官を経て、1945年、飯田精太郎の後を受けて、2代目運輸通信次官に就任する。
戦後公職追放の処分を受けた。追放中の1948年10月、兵器処理問題に関し、衆議院不当財産取引調査特別委員会に東久邇稔彦、津島寿一、渋沢敬三らとともに証人喚問された。1951年8月6日に追放解除されたが、桜木町事故の責任を取って辞表を提出していた加賀山之雄の後任として同年8月25日、国鉄総裁に就任した。在任中は交流電化方式の導入に尽力する一方、地方交通線でのレールバス導入ならびに気動車による動力近代化を推し進めた。
しかし、1954年に洞爺丸事故、1955年に紫雲丸事故が発生すると野党から責任を追及する声が上がり、5月12日にはついに罷免決議案が提出される事態となった。ここに至って時の運輸大臣三木武夫に辞表を提出し、これを受けて衆議院議院運営委員会で罷免決議案を同日中に提出することが見送られたが、5月19日に辞任した。
辞任後の1956年に参議院議員通常選挙の秋田県選挙区で無所属で出馬するも落選。
1961年4月、懸垂式モノレール会社の日本エアウェイ開発初代社長に就任。1962年11月7日、肝硬変のため、社長在任のまま東京で死去。享年66。秋田市本誓寺の長崎家墓地に葬る。

## 親族
- 甥 - 長崎忠夫（1938年 - 2020年、山形駅長、秋田ステーションデパート代表取締役常務などを歴任）[6]
  - 大姪（甥の次女） - 長崎宏子（元水泳選手）[6]